# Лапуебла-де-Лабарка
Лапуебла-де-Лабарка (ісп. Lapuebla de Labarca, баск. Lapuebla de Labarca) — муніципалітет в Іспанії, у складі автономної спільноти Країна Басків, у провінції Алава. Населення — 877 осіб (2009).
Муніципалітет розташований на відстані близько 250 км на північ від Мадрида, 39 км на південь від Віторії.

## Демографія
Динаміка населення (INE ):

## Галерея зображень

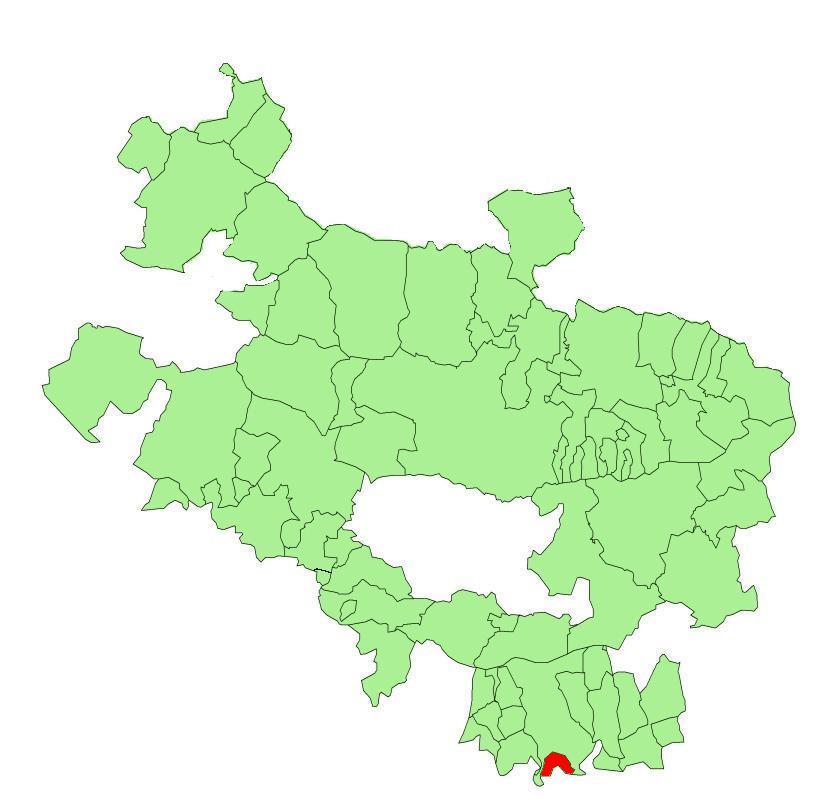
Розташування муніципалітету
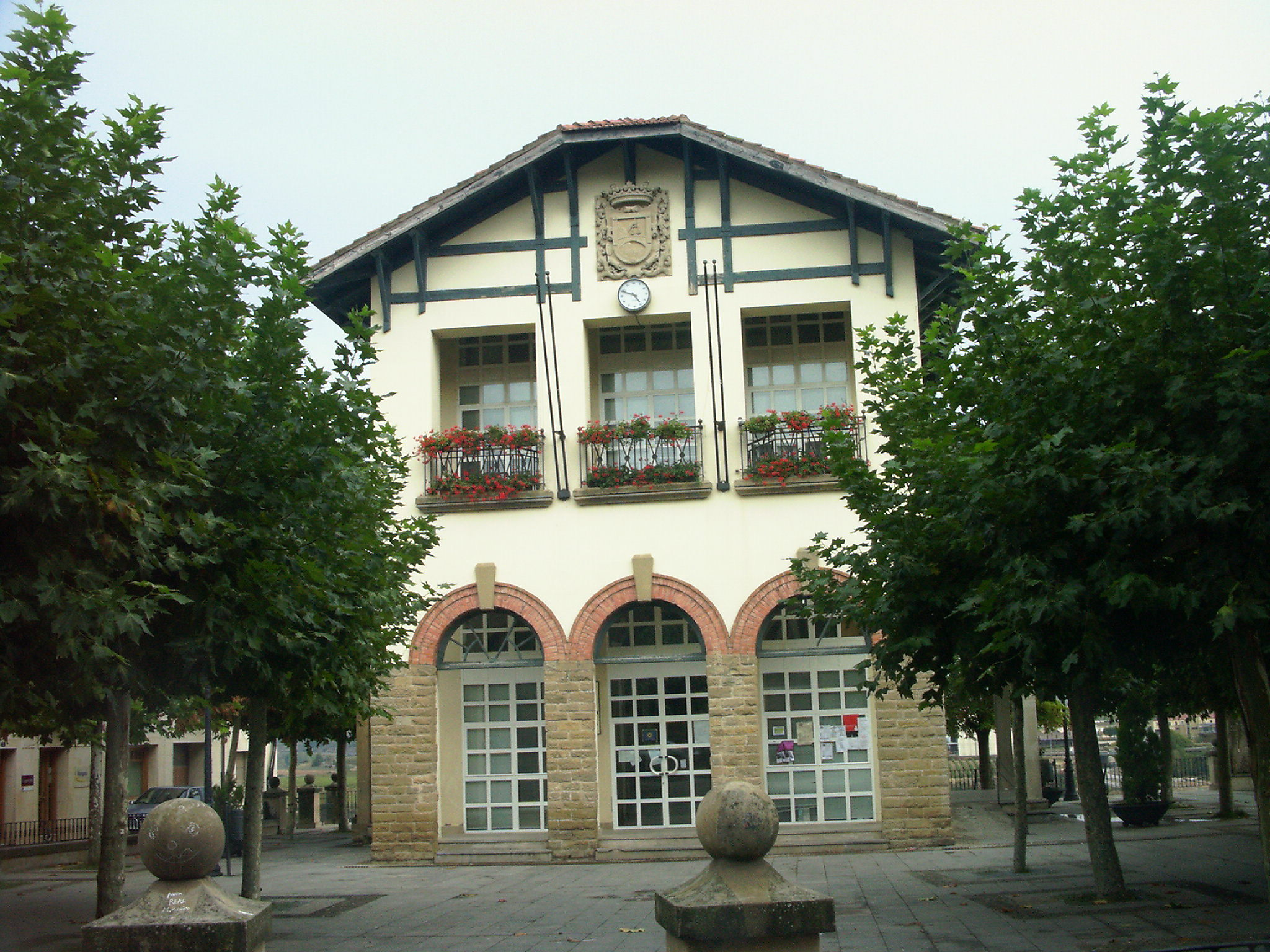
Муніципальна рада